# Кулонс (Кальвадос)
Куло́нс (фр. Coulonces) — колишній муніципалітет у Франції, у регіоні Нормандія, департамент Кальвадос. Населення — 745 осіб (2011).
Муніципалітет був розташований на відстані близько 240 км на захід від Парижа, 55 км на південний захід від Кана.

## Історія
До 2015 року муніципалітет перебував у складі регіону Нижня Нормандія. Від 1 січня 2016 року належав до нового об'єднаного регіону Нормандія.
1 січня 2016 року Кулонс, Мезонсель-ла-Журдан, Руллур, Сен-Жермен-де-Тальванд-ла-Ланд-Вомон, Трюттме-ле-Гран, Трюттме-ле-Петі, Водрі i Вір було об'єднано в новий муніципалітет Вір-Норманді.

## Демографія
Динаміка населення (Insee ):
Розподіл населення за віком та статтю (2006):
| Стать | Всього | До 15 років | 15-24 | 25-44 | 45-64 | 65-85 | Понад 85 |
| --- | ------ | ----------- | ----- | ----- | ----- | ----- | -------- |
| Чоловіки | 340    | 78          | 32    | 97    | 93    | 40    | 0        |
| Жінки | 339    | 73          | 28    | 109   | 78    | 51    | 0        |
| \| Статево-вікова піраміда \| Статево-вікова піраміда \| Статево-вікова піраміда \| \| ----------------------- \| ----------------------- \| ----------------------- \| \| Чоловіки \| Вік \| Жінки \| \| 0 \| 85 + \| 0 \| \| 8 \| 80-84 \| 0 \| \| 12 \| 75-79 \| 23 \| \| 16 \| 70-74 \| 16 \| \| 4 \| 65-69 \| 12 \| \| 19 \| 60-64 \| 19 \| \| 16 \| 55-59 \| 4 \| \| 19 \| 50-54 \| 39 \| \| 39 \| 45-49 \| 16 \| \| 16 \| 40-44 \| 43 \| \| 27 \| 35-39 \| 8 \| \| 23 \| 30-34 \| 19 \| \| 31 \| 25-29 \| 39 \| \| 16 \| 20-24 \| 16 \| \| 16 \| 15-20 \| 12 \| \| 16 \| 10-14 \| 23 \| \| 43 \| 5-9 \| 27 \| \| 19 \| 0-4 \| 23 \| |        |             |       |       |       |       |          |
| Статево-вікова піраміда |        |             |       |       |       |       |          |
| Чоловіки | Вік    | Жінки       |       |       |       |       |          |
| 0 | 85 +   | 0           |       |       |       |       |          |
| 8 | 80-84  | 0           |       |       |       |       |          |
| 12 | 75-79  | 23          |       |       |       |       |          |
| 16 | 70-74  | 16          |       |       |       |       |          |
| 4 | 65-69  | 12          |       |       |       |       |          |
| 19 | 60-64  | 19          |       |       |       |       |          |
| 16 | 55-59  | 4           |       |       |       |       |          |
| 19 | 50-54  | 39          |       |       |       |       |          |
| 39 | 45-49  | 16          |       |       |       |       |          |
| 16 | 40-44  | 43          |       |       |       |       |          |
| 27 | 35-39  | 8           |       |       |       |       |          |
| 23 | 30-34  | 19          |       |       |       |       |          |
| 31 | 25-29  | 39          |       |       |       |       |          |
| 16 | 20-24  | 16          |       |       |       |       |          |
| 16 | 15-20  | 12          |       |       |       |       |          |
| 16 | 10-14  | 23          |       |       |       |       |          |
| 43 | 5-9    | 27          |       |       |       |       |          |
| 19 | 0-4    | 23          |       |       |       |       |          |

## Економіка
2010 року серед 471 особи працездатного віку (15—64 років) 369 були активними, 102 — неактивними (показник активності 78,3%, у 1999 році було 76,6%). З 369 активних мешканців працювало 347 осіб (180 чоловіків та 167 жінок), безробітними було 22 (12 чоловіків та 10 жінок). Серед 102 неактивних 46 осіб було учнями чи студентами, 45 — пенсіонерами, 11 були неактивними з інших причин.

У 2010 році в муніципалітеті числилось 284 оподатковані домогосподарства, у яких проживали 746,5 особи, медіана доходів виносила 17 977 євро на одного особоспоживача